# The Fast Romantics
The Fast Romantics es una banda de Indie Rock formada en el 2007 en Calgary, Alberta, Canadá.

## Historia
The Fast Romantics se formó en 2007 por los exmiembros de la banda de larga duración The Mood, reteniendo a tres de sus miembros originales: Matthew Angus, Matthew Kliewer, y Jeffrey Lewis. Al reformarse, la banda incorporó a Alan Reain en la batería y comenzó a hacer un número de shows locales.
La banda en el 2008 tocó en el Virgin Festival junto con bandas como The Flaming Lips y Stone Temple Pilots.
El debut de la banda, con el autotitulado LP fue también grabado en el 2008, y más tarde mezclado por Mike Fraser, quien también ha mezclado álbumes de bandas como Franz Ferdinand, Elvis Costello, y Metallica.
La banda estuvo de gira dos veces en Canadá en el 2009 en apoyo de ese álbum.
En septiembre de ese mismo año, la banda fue seleccionada por la revista Spin y John Varvatos como uno los tres finalistas globales en la competición de la revista "Free the Noise" (Liberen el ruido). Tomando una desviación desde su tour canadiense nacional, la banda voló a la ciudad de Nueva York a participar en la recientemente difunto lugar de encuentro CBGB, ahora adueñado por el cocreador de la competición John Varvatos. El guitarrista Matthew Kliewer fue citado como diciendo del evento: "Hubo aparentemente 950 personas ahí. Escuché de que Dennis Quaid estuvo ahí, pero no pude ver si él estaba saltando arriba y abajo, revisando su reloj, o intentado salvar el planeta."
La banda tocó el 20 de noviembre de 2009 en un evento privado cargado de celebridades para la apertura de un almacén buque insignia Holt Renfrew en Calgary. Brevemente interrumpiendo un set por la DJ Samantha Ronson, la banda apareció en escena con el actor Jeremy Piven en la batería tocando una versión improvisada de "The Passengers" de Iggy Pop.

## Discografía

### Álbumes
- The Fast Romantics (2009)
- Kidcutter (EP) (2010)